# 卡澤諾維亞學院
卡澤諾維亞學院（英語：Cazenovia College）是一所位於美國紐約州卡澤諾維亞 (紐約州)的私立學院。這間學院成立於1824年時名為傑納西神學院(Genesee Seminary)。1894年，學院接受循道宗教會的賛助而改名卡澤諾維亞神學院。1942年，在循道宗教會停止賛助後重新整頓學院。1961年到1982年，卡澤諾維亞學院只招收女生。2023年6月30日，卡澤諾維亞學院倒閉。2025年7月19日，在地的投資者將學院買下做為公司。

## 歷史
卡澤諾維亞學院成立於1824年時名為傑納西神學院(Genesee Seminary)，在當時是全美國第二間成立的循道宗神學院。

## 校友
- 利蘭·史丹佛-加利福尼亞州州長
- 萬為

## 外部連結
- 卡澤諾維亞學院官方網站

## 資料來源
1. ↑  ARCHIVE OF CAZENOVIA COLLEGE REPORTS
2. ↑  IPEDS Data Cazenovia College
3. ↑  2025 TPR Education IP Holdings, LLC.
4. ↑  Cazenovia College Closure Information
5. ↑  A group of investors sign an agreement to purchase Cazenovia College